# روبية سريلانكية
الروبية السريلانكية (سينهالا:රුපියල්، تاميل: ரூபாய்) هي العملة الرسمية لدولة سريلانكا.